# Courbette (Jura)
Courbette település Franciaországban, Jura megyében. Lakosainak száma 46 fő (2022. január 1.). Courbette Bornay, Alièze, Vernantois és La Chailleuse községekkel határos.

## Népesség
A település népességének változása:
| Lakosok száma | 46   | 40   | 43   | 44   | 46   | 50   | 51   | 46   | 46   | 46   |
|               | 1968 | 1982 | 1990 | 2006 | 2013 | 2015 | 2017 | 2019 | 2020 | 2022 |